# Glacera Imja
La glacera Imja (en nepalès इम्जा हिमनदी) es troba a l'Himàlaia, al Districte de Solukhumbu, el Nepal.
S'origina a la cara occidental de la Kali Himal, a 7.057 metres, i voreja els vessants meridionals de l'Imja Tse o Island Peak, al sud-est del mont Everest. S'uneix a les glaceres del Lhotse Shar i d'Ambulapcha. La glacera forma l'extensió oriental de l'Imja Tsho, que al seu torn drena per la vall de Dingboche fins a l'Imja Khola, el Dudh Kosi, el Ganges i finalment l'oceà Índic.